# Michel Arrieumerlou
Pas d'image ? Cliquez ici

a Compétitions nationales et continentales officielles uniquement.

Michel Arrieumerlou, né le 19 juillet 1947 à Mouscardès et mort le 21 août 2022 à Dax, est un joueur français de rugby à XV évoluant au poste d'ailier.

## Biographie
Né le 19 juillet 1947 à Mouscardès, Michel Arrieumerlou pratique le rugby à XV avec les équipes de jeunes de l'Union sportive dacquoise ; il est sacré champion de France avec les cadets en 1964.
Entre-temps intégré en équipe senior, il atteint la finale du championnat de France avec les Dacquois en 1966, au terme de laquelle ces derniers s'inclinent contre le SU Agen.
Il remporte le challenge Yves du Manoir à deux reprises, en 1969 et en 1971, inscrivant deux essais en finale contre le FC Grenoble la première fois, puis un autre deux ans plus tard contre le Stade toulousain.
Lors de la saison 1972-1973, Arrieumerlou inscrit de justesse un essai contre le RC Vichy en seizièmes de finale, permettant à son équipe de continuer à jouer les phases finales. L'USD avance alors jusqu'en finale, concédée contre le Stadoceste tarbais malgré un essai d'Arrieumerlou,.
Après cette seconde finale, il crée une entreprise de transports dès 1973, initialement destinée à transporter l'équipe de rugby lors de ses déplacements, avant d'organiser des excursions au départ de la ville en cohérence avec l'activité thermaliste de cette dernière. En 1988, une agence de voyages, Dax Tourisme, est créée afin d'accompagner le développement de ses activités, ; il met dans le même temps en place un petit-train touristique circulant dans les rues de la commune dacquoise. En 2007, il cède son agence de voyages à sa fille ; il exploite encore le petit-train touristique jusqu'en 2018.
Michel Arrieumerlou est l'oncle de Raphaël Ibañez, talonneur formé lui aussi sous le maillot de l'US Dax dans les années 1990, avant d'être sacré champion d'Angleterre et d'Europe avec les Wasps en tant que joueur, puis de devenir manager de l'équipe de France.
Il meurt le 21 août 2022 à Dax, à l'âge de 75 ans.

## Palmarès
- Championnat de France cadets :
  - Champion : 1964 avec l'US Dax.
- Championnat de France :
  - Finaliste : 1966 et 1973 avec l'US Dax.
- Challenge Yves du Manoir :
  - Vainqueur : 1969 et 1971 avec l'US Dax.